# Argent (banda)
Argent foi uma banda de rock inglesa fundada em 1969 por integrantes descendentes do The Zombies, Rod Argent nos teclados e vocal e seu primo Jim Rodford no baixo, que se juntaram a Russ Ballard na guitarra e Robert Henrit na bateria, ambos saídos do Rolettes.
Com oito álbuns de 70 a 75 e músicas, basicamente compostas por Rod e Ballard, tendo sido seu sucesso maior "Hold Your Head Up" além de "God Gave Rock 'n' Roll to You" também gravada pelo Kiss, Steve Vai, Petra e Oficina G3, "The Coming of Kohoutek", "The Ring", "Time of the Seasons", "Dande in the Smoke", "She's Not There" e "Liar" também gravada pelo Three Dog Night.

## Discografia

### Álbuns de estúdio
| Ano                                                 | Álbum            | Gravadora | Melhor posição nas paradas | Melhor posição nas paradas | Melhor posição nas paradas |
| Ano                                                 | Álbum            | Gravadora | EUA                        | GBR                        | CAN                        |
| --------------------------------------------------- | ---------------- | --------- | -------------------------- | -------------------------- | -------------------------- |
| 1970                                                | Argent           | Epic      | –                          | –                          | –                          |
| 1971                                                | Ring of Hands    | Epic      | –                          | –                          | –                          |
| 1972                                                | All Together Now | Epic      | 23                         | 13                         | 14                         |
| 1973                                                | In Deep          | Epic      | 90                         | 49                         | 69                         |
| 1974                                                | Nexus            | Epic      | 149                        | –                          | –                          |
| 1975                                                | Circus           | Epic      | 171                        | –                          | –                          |
| 1975                                                | Counterpoints    | RCA       | –                          | –                          | –                          |
| "–" indica lançamentos que não chegaram às paradas. |                  |           |                            |                            |                            |

### Álbuns ao vivo
| Ano                                                 | Álbum                     | Melhor posição nas paradas | Melhor posição nas paradas |
| Ano                                                 | Álbum                     | EUA                        | GBR                        |
| --------------------------------------------------- | ------------------------- | -------------------------- | -------------------------- |
| 1974                                                | Encore: Live in Concert   | 151                        | –                          |
| 1995                                                | In Concert                | –                          | –                          |
| 1997                                                | The Complete BBC Sessions | –                          | –                          |
| 2010                                                | High Voltage Festival     | –                          | –                          |
| "–" indica lançamentos que não chegaram às paradas. |                           |                            |                            |

### Singles
| Ano                                                 | Canção                          | Melhor posição nas paradas | Melhor posição nas paradas | Álbum                   |
| Ano                                                 | Canção                          | EUA                        | GBR                        | Álbum                   |
| --------------------------------------------------- | ------------------------------- | -------------------------- | -------------------------- | ----------------------- |
| 1970                                                | "Liar"                          | –                          | –                          | Argent                  |
| 1970                                                | "Schoolgirl"                    | –                          | –                          | Argent                  |
| 1971                                                | "Sweet Mary"                    | 102                        | –                          | Ring of Hands           |
| 1971                                                | "Celebration"                   | –                          | –                          | Ring of Hands           |
| 1972                                                | "Hold Your Head Up"             | 5                          | 5                          | All Together Now        |
| 1972                                                | "Tragedy"                       | 106                        | 34                         | All Together Now        |
| 1973                                                | "God Gave Rock and Roll to You" | 114                        | 18                         | In Deep                 |
| 1973                                                | "It's Only Money, Part 2"       | –                          | 53                         | In Deep                 |
| 1974                                                | "Man for All Reasons"           | –                          | –                          | Nexus                   |
| 1974                                                | "Thunder & Lightning"           | –                          | –                          | Nexus                   |
| 1974                                                | "Time of the Season"            | –                          | –                          | Encore: Live in Concert |
| 1975                                                | "The Jester"                    | –                          | –                          | Circus                  |
| 1975                                                | "Highwire"                      | –                          | –                          | Circus                  |
| 1975                                                | "Rock 'n' Roll Show"            | –                          | –                          | Counterpoints           |
| "–" indica lançamentos que não chegaram às paradas. |                                 |                            |                            |                         |